# Petite rivière Yamachiche
Pour les articles homonymes, voir Yamachiche (homonymie).
Cet article possède un paronyme, voir Tawachiche.
La Petite rivière Yamachiche est un cours d'eau située sur la rive nord du lac Saint-Pierre, dans la municipalité régionale de comté (MRC) de Maskinongé, dans la région administrative de la Mauricie, au Québec (Canada).
Le cours de la rivière traverse les municipalités de Charette, Saint-Sévère, Saint-Barnabé et Yamachiche. Son cours tout en serpentins draine surtout des territoires agricoles. Par segments, une bande forestière borde la rivière. Plusieurs chalets ou résidences bordent son parcours dans le secteur ouest du village de Yamachiche.

## Géographie
Les principaux bassins versants voisins de cette rivière sont :
- au nord et à l'est : la rivière Yamachiche qui traverse le village de Charette du côté nord ; puis coule plus ou moins en parallèle à partir du village Saint-Barnabé, jusqu'à l'embouchure au lac Saint-Pierre ;
- à l'ouest : la rivière du Loup (Mauricie) dont la distance la plus courte est 1,3 km avec la Petite rivière Yamachiche. En descendant vers le sud les deux rivières s'éloignent progressivement l'une de l'autre. Leurs embouchures respectives sont distancées de 7,7 km, soit dans les Étangs de Maskinongé, sur les battures du lac Saint-Pierre.

La Petite rivière Yamachiche prend sa source de quelques ruisseaux au sud du village de Charette dont le ruisseau Gélinas-Vincent au 2e rang et le ruisseau de la Côte des Fonds, tous deux dans Saint-Barnabé. À partir de sa source, la rivière coule sur 34,6 km selon les segments suivants :

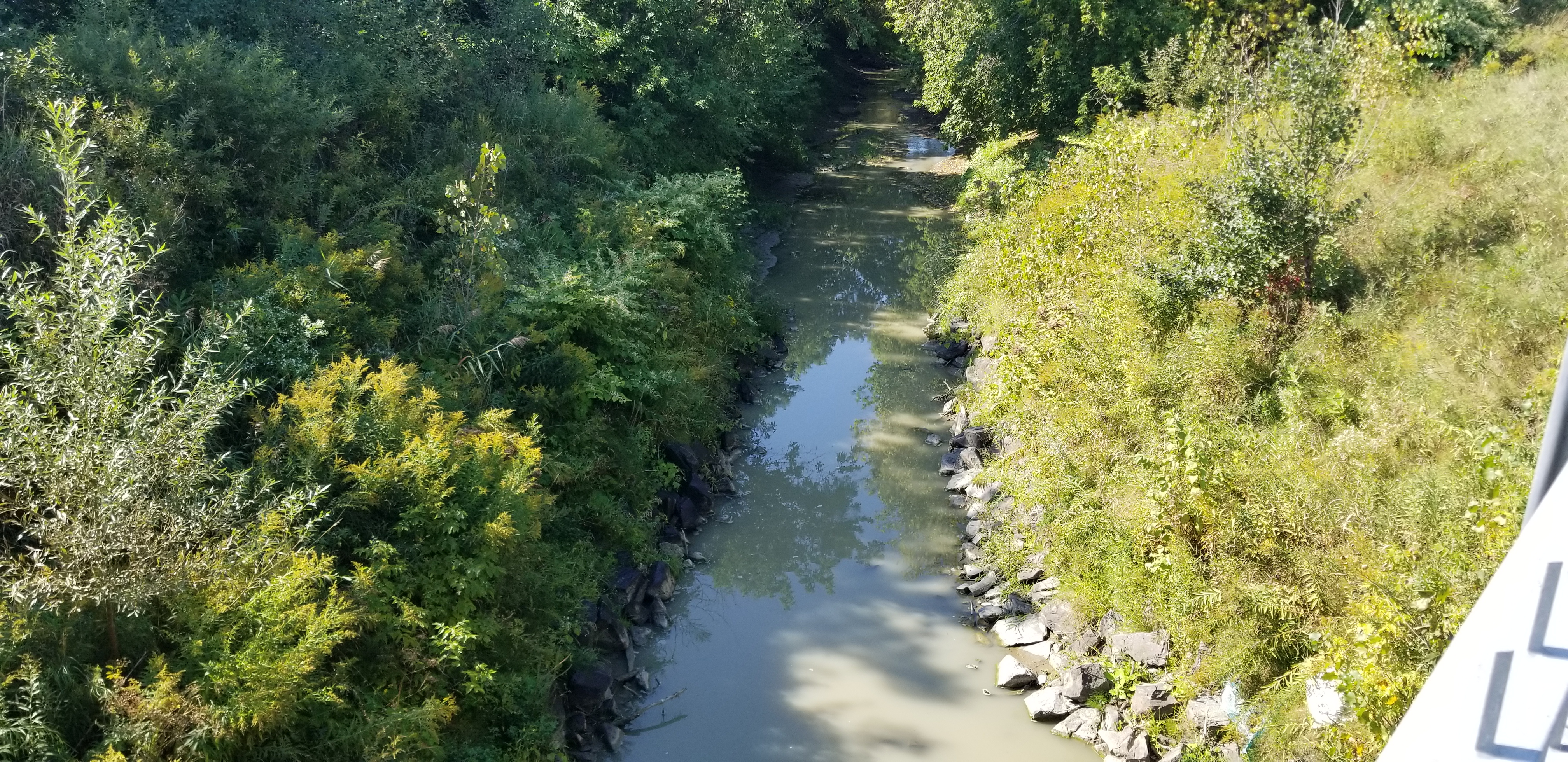
Vue de l'aval de la Petite rivière Yamachiche à partir du pont de la route 138.

Cours supérieur de la rivière (segment de 5,0 km)
- 0,4 km vers le sud dans Charette, jusqu'à la limite de Saint-Barnabé ;
- 1,1 km vers le sud dans Saint-Barnabé, jusqu'à la route du rang du Haut-Saint-Joseph ;
- 1,8 km vers le sud dans le 1er rang Sud, jusqu'à la limite de Charette ;
- 1,7 km vers le sud dans Charette en recueillant les eaux d'un ruisseau (venant du nord) et en serpentant jusqu'à la limite de Saint-Sévère, correspondant au croisement de la route Le Grand Bellechasse ;

Cours intermédiaire de la rivière (segment de 12,9 km)
- 6,7 km (ou 4,1 km en ligne directe) vers le sud-est dans Saint-Sévère, en se rapprochant de la rivière du Loup et en serpentant plus ou moins en parallèle (du côté sud-ouest) à la route du rang de Bellechasse qu'elle coupe à 3,1 km au sud du centre du village de Saint-Barnabé ;
- 2,9 km (ou 1,6 km en ligne directe) vers le sud-est, en serpentant jusqu'à la limite de Saint-Barnabé. Note : La rivière recueille alors plusieurs ruisseaux agricoles dont plusieurs drainent le sud du village de Saint-Barnabé ;
- 0,4 km vers le sud-est, en délimitant Saint-Sévère et Saint-Barnabé ;
- 2,9 km (ou 1,8 km en ligne directe) vers le sud-est, en recueillant les eaux du cours d'eau Carbonneau (venant du nord), en coupant la route du rang du Bas-Saint-Joseph et en serpentant tout en délimitant Saint-Barnabé et Yamachiche ;

Cours inférieur de la rivière (segment de 16,7 km)
- 1,2 km (ou 0,9 km en ligne directe) vers le sud-est dans Yamachiche, en serpentant jusqu'à La Petite Décharge (venant du nord) ;
- 2,7 km vers le sud-est, jusqu'au ruisseau Loranger (venant du nord) ;
- 7,3 km (ou 3,3 km en ligne directe) vers le sud, en serpentant dans le secteur La Petite Rivière, jusqu'à la route 138 ;
- 2,0 km (ou 0,9 km en ligne directe) vers le sud-ouest, en serpentant du côté sud                                                                  de Yamachiche jusqu'au boulevard Duchesne ;
- 3,5 km vers le sud-ouest, puis le sud, en traversant le côté sud de Yamachiche en serpentant, puis coupe l'autoroute 40 en fin de segment, jusqu'à la confluence de la rivière.

Les eaux se déversent dans l'anse de Yamachiche, dans les étangs de Maskinongé qui bordent la rive nord de cette zone du lac Saint-Pierre. Sa décharge est au bout d'une presqu'îles, tout comme la décharge de la rivière Yamachiche qui se déverse à 1,25 km en aval.

## Toponymie
Par son parcours plus restreint, la Petite rivière Yamachiche semble la petite sœur de la rivière Yamachiche qui coule à l'ouest et de la rivière du Loup qui coule à l'ouest. Dès le début de la seigneurie de Grosbois, la rivière a été désignée Petite rivière Grosbois. En 1693, lorsque Lambert Boucher devint seigneur de Grosbois-Ouest en reprenant la succession de son père, la rivière a été renommée à son patronyme de famille. Certains documents datés de 1706, désignent ce cours d'eau comme Petite Rivière Yabmachiche, autrement Saint-Lambert. Puis, dans l'usage populaire, elles furent désignées Grande Rivière et Petite Rivière. À toutes les époques, les deux rivières ont été désignées du même nom, en y juxtaposant grande et petite. Finalement, l'usage populaire des Yamachichois a prédominé dès le XVIIIe en se référant au terme Yamachiche comme hydronyme de la grande et la petite rivière Yamachiche.
Le toponyme rivière Yamachiche a été officialisé le 5 décembre 1968 à la Banque des noms de lieux de la Commission de toponymie du Québec.